# Кожухувек
Кожухувек (пол. Kożuchówek) — село в Польщі, у гміні Беляни Соколовського повіту Мазовецького воєводства.
Населення — 56 осіб (2011).
У 1975-1998 роках село належало до Седлецького воєводства.

## Демографія
Демографічна структура станом на 31 березня 2011 року:
|          | Загалом | Допрацездатний вік | Працездатний вік | Постпрацездатний вік |
| -------- | ------- | ------------------ | ---------------- | -------------------- |
| Чоловіки | 28      | 9                  | 17               | 2                    |
| Жінки    | 28      | 6                  | 14               | 8                    |
| Разом    | 56      | 15                 | 31               | 10                   |